# Chiocciola (segno)
La chiocciola, nota anche come a commerciale o chiocciolina, è un logogramma adoperato soprattutto in informatica. È conosciuta in inglese col nome at, in francese come arobase e in spagnolo come arroba.
Graficamente è resa dal carattere @, che rappresenta una a stilizzata con attorno un ricciolo: da ciò derivano la somiglianza con il mollusco, di cui riproduce il guscio, e i nomignoli che essa possiede. Il codice binario (nel set ASCII a 8 bit) che serve a identificarla è 01000000 (in base 2), 100 (in base ottale), 40 (in base esadecimale) e 64 (in base decimale; può essere utile sapere che nei sistemi Windows, tenendo premuto il tasto Alt e digitando 64 sul tastierino numerico, è possibile generare questo simbolo in qualsiasi editor).

## Storia
La più antica annotazione riportante tale simbolo è una traduzione in bulgaro di una cronaca greca scritta da Costantino Manasse nel 1345. Conservata nella Biblioteca apostolica vaticana, mostra il simbolo @ utilizzato come lettera capitale della parola "Amin" (Amen).
Nella seconda metà del XIV secolo il segno si ritrova nella corrispondenza commerciale del banchiere Francesco Datini di Prato.
Il simbolo, o uno molto simile, era in uso a metà del XV secolo come annotazione per le misure peso nel Regno d'Aragona e nel Regno di Castiglia. È tuttora utilizzato da spagnoli e portoghesi (arroba, equivalente a 12 o 15 kg oppure a 10 o 16 l). In francese si chiama arobas o arrobe, la cui origine viene dall'arabo ar-roub che significa un quarto.
Nel 1503 il simbolo compare presso i mercanti toscani come simbolo dell'anfora, utilizzata allora come misura di peso e capacità. Analogo uso viene fatto anche presso i mercanti veneziani. Il simbolo @ era presente nei titoli dei processi dei Tribunali Criminali Pontifici almeno dai secoli XVII-XVIII e stava a significare l'azione del Tribunale "versus" cioè "contro" l'imputato.
La chiocciola era presente nella macchina per scrivere Lambert del 1902 prodotta dalla Lambert Typewriter Company di New York e nella IBM Selectric del 1961 e serviva ad abbreviare la frase commerciale "at a price of = al prezzo di". Nel 1963 venne inclusa nel set originale dei caratteri ASCII.
L'ingegnere informatico statunitense Ray Tomlinson nel 1971 inventò la posta elettronica elaborando un programma che permetteva a tutti coloro che frequentavano le università americane collegate tra loro tramite la rete ARPANET di potersi scambiare messaggi scritti. Tomlison usò il simbolo @ come separazione tra il nome del destinatario e il server che faceva le funzioni di cassetta della posta.

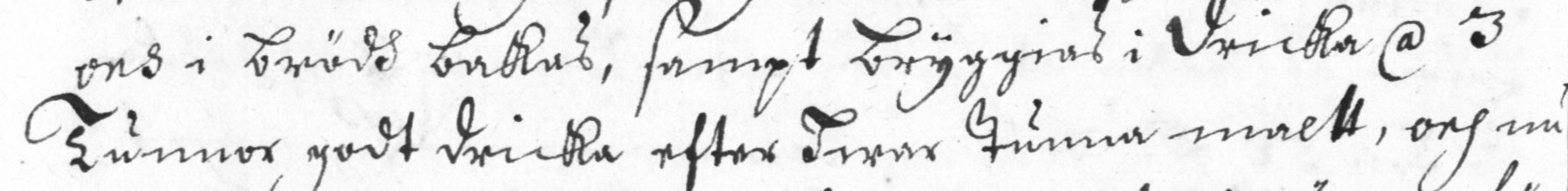
Il simbolo @ usato per indicare il francese "à" ("at") in un protocollo del 1674 presso la magistratura rådhusrätt och magistrat di Arboga

## Evoluzione del simbolo

L'ipotetica evoluzione del simbolo della chiocciola nel tempo

Tale simbolo era primordialmente formato da una "a" con una linea sovrapposta, che poteva valere come abbreviazione delle parole latine annus (anno), aut (o), alius (altro), ante (prima).
La chiocciola nasce come unione stilizzata delle lettere "a" e "d" minuscole formanti la locuzione latina ad (cioè "verso", nei moti a luogo). Un'altra ipotesi è che sia una fusione tra le lettere "a" e "c", in quanto il cerchio che avvolge la "a" ha di fatto una forma di una "c".
I popoli anglofoni modificarono il suo significato da ad a at, e quindi da verso a presso (grammaticalmente, da moto a luogo a stato in luogo) curvando l'asta della lettera d verso sinistra.

## Utilizzo
Il simbolo della chiocciola possiede numerosi utilizzi:
- è adoperata soprattutto in informatica, dove serve a separare il nome dell'utente da quello del nome di dominio negli indirizzi di posta elettronica; un esempio è l'e-mail nome@example.com, dove l'utente si chiama "Nome" e il dominio "example.com". Su Twitter essa precede il nickname degli utenti registrati.
- Alcuni mercanti veneziani usavano la chiocciola per abbreviare la formula "contenuto in". Vista la mole di merce che ogni giorno dovevano caricare e scaricare dalle navi usavano molte abbreviazioni, ad esempio per indicare un litro di acqua contenuta in una bottiglia di vetro scrivevano "1 l acqua @ 1 bot vetro". Questo significato si può applicare anche negli indirizzi mail: dopo la chiocciola c'è scritto il dominio a significare che quell'indirizzo è contenuto in quel dominio.
- Ancora in informatica, in alcuni script mirati all'esecuzione di comandi (come i file batch di MS-DOS o i makefile dei sistemi Unix) la chiocciola viene messa come primo carattere di un comando per evitare che la shell ne visualizzi la riga di comando prima di eseguirla.
- "At" è anche adoperato nella posta comune, al pari del segno c/o; esso significa, come in molti altri casi, "presso" ed è quindi ovvio che si trovi negli indirizzi della corrispondenza a indicare il luogo in cui vive/lavora il destinatario.
- Nella tecnica motoristica e in elettronica la "at" è adoperata per indicare le prestazioni condizionate, ossia dipendenti dal regime di funzionamento o dalle condizioni ambientali in cui si effettua la misura: un esempio può essere "Potenza: 100 kW @ 5000 giri/min"; ciò vuol dire che la potenza (massima) di 100 kW è raggiungibile a un regime di 5000 giri/min.; analogamente "Tensione a vuoto: 100 V @ T=25 °C" precisa, essendo tale valore variabile con la temperatura, che la sua misura è stata effettuata a 25 °C.
- Negli eventi sportivi statunitensi la "at" è adoperata come separatore dei nomi delle due squadre contendenti, a indicare quale delle due (la seconda) giocherà sul campo casalingo: ad esempio "LA Lakers @ Boston Celtics" indica che la partita avrà luogo a Boston.
- In contabilità viene usata per indicare il cambio di una moneta in un'operazione con valuta estera. È probabile che in questo caso il simbolo derivi dall'abbreviazione delle parole "al Cambio di" contratte in "aC" e successivamente in "@". Ad esempio "1000 US$ @ 1314 €" significa che si trattano 1000 US$ al cambio di 1314 €. Il cambio indica la quantità di valuta (US$ nell'esempio) che equivale a 1 €. Basterà quindi dividere {\displaystyle {\frac {1000}{1314}}} per calcolare il valore in € della transazione.
- In contabilità, è sempre stata utilizzata per comporre gli articoli di partita doppia nel libro giornale. Con il metodo della partita doppia (vedere Luca Pacioli) l'articolo si scrive su un'unica riga ed è composto da conti (uno o più) di dare, separati da conti (uno o più) di avere dal simbolo @, interpretabile come l'unione della lettera "a" la cui gamba prosegue sino ad avvolgere la lettera stessa formando una lettera "c". Ad esempio, un versamento di contanti in conto corrente è contabilizzato nel libro giornale con il seguente articolo di partita doppia: "Banca c/c @ Cassa", come dire: conto di dare (Banca) al conto di avere (Cassa).
- Su alcuni social network digitare la chiocciola prima del nome di un utente introduce una funzione ipertestuale sullo stesso nome, e invia una notifica allo stesso (spesso così facendo il nome diventa ombreggiato e la @ sparisce). Questa azione ha preso in italiano il nome di taggare una persona (dal verbo inglese to tag, mettere un'etichetta, etichettare). Perché funzioni la notifica, la lettera va anteposta al nome utente senza spazi (@mario e non @ mario).

## Nell'arte
Nel marzo del 2010, Paola Antonelli, Senior Curatore del Department of Architecture and Design del MoMA di New York, ha reso noto che la chiocciola è stata inserita nella collezione, perché non è soltanto uno strumento utilizzato in informatica, ma è un mezzo di comunicazione e una forma della nostra identità..

## Traduzioni
| Lingua                | @                                                                                            | Pronuncia                 | Traduzione in italiano   |
| --------------------- | -------------------------------------------------------------------------------------------- | ------------------------- | ------------------------ |
| bulgaro               | Маймунско а                                                                                  |                           | Scimmia                  |
| catalano              | Arrova                                                                                       |                           |                          |
| ceco                  | Zavináč                                                                                      |                           | aringa arrotolata        |
| cinese a Taiwan       | 小老鼠                                                                                       | Xiao Laoshu               | topolino                 |
| cinese nel continente | 圈a                                                                                          | Juan a                    | "a" cerchiata            |
| coreano               | 골뱅이                                                                                       | Golbaengi                 | buccino                  |
| corso                 | Cipolla, ciudda, ciuvodda, civodda, civolla                                                  |                           | cipolla                  |
| danese                | Snabel-a                                                                                     |                           | A-proboscide             |
| ebraico               | שטרודל                                                                                       |                           | strudel                  |
| esperanto             | Heliko                                                                                       |                           |                          |
| estone                | Ätt, kassisaba                                                                               |                           | coda di gatto            |
| finlandese            | Ät-merkki; Kissanhäntä; Miukumauku                                                           |                           | coda di gatto            |
| francese              | Arobase/arrobe                                                                               |                           |                          |
| giapponese            | At mark (アットマーク?, Attomāku), ufficialmente Tankakigou (単価記号?, Simbolo commerciale) |                           |                          |
| greco                 | Παπάκι                                                                                       | Papaki                    | piccolo papero           |
| inglese               | At sign, a around                                                                            |                           |                          |
| italiano              | Chiocciola                                                                                   |                           |                          |
| latino                | Apud                                                                                         |                           |                          |
| norvegese             | alfakrøll                                                                                    |                           |                          |
| olandese              | Apenstaartje                                                                                 |                           | coda di scimmia          |
| piemontese            | Aranda                                                                                       | Aranda                    | presso                   |
| polacco               | Małpa                                                                                        | Màupa                     | scimmia                  |
| portoghese            | Arroba                                                                                       |                           |                          |
| romeno                | Coadă de maimuţă, arond                                                                      |                           | coda di scimmia          |
| russo                 | Собака                                                                                       | Sobaka                    | cane                     |
| sardo                 | Croga                                                                                        |                           | lumaca                   |
| sassarese             | Cioggaminudda                                                                                |                           | piccola chiocciola       |
| serbo                 | лудо А, мајмун                                                                               |                           |                          |
| sloveno               | Afna                                                                                         |                           |                          |
| spagnolo              | Arroba, ensaimada, caracol                                                                   |                           |                          |
| svedese               | Snabel-a                                                                                     |                           |                          |
| tedesco               | Klammeraffe, Affenschwanz                                                                    |                           |                          |
| ucraino               | Равлик/Песик/Собака/Вухо                                                                     | ravlyk/pesyk/sobaka/vucho | chiocciola/cane/orecchio |
| ungherese             | Kukac                                                                                        | kukats                    | vermicello               |
| vietnamita            | A còng                                                                                       |                           | spaghetti arrotolati     |